# 土着倭寇
土着倭寇（どちゃくわこう、朝鮮語: 토착왜구、トチャクウェグ）、ないし、短い形の土倭（토왜、トウェ）は、自生的な親日派、すなわち朝鮮人ないし韓国人でありながら、日本を肯定的に見る人々を非難する表現。同様の用語に、売国奴（매국노）、民族反逆者（민족반역자）がある。

## 由来
日本統治時代に李太鉉（이태현、イ・テヒョン）が残した遺稿集『精菴私稿』において「土倭」という言葉が親日反逆者という意味で使われた。史学者の全遇容（チョン・ウヨン）は、「李太鉉はその言葉の創案者ではなく、多くの人が共感して書いたため、知識人の文集にも登録された」と推定した。
また、土着倭寇という表現が初めてマスコミに登場したのは1908年とみており、1910年、『大韓毎日申報』には「土倭天地」という文章が掲載され、「土倭」を「顔は韓国人だが、腸は倭人である鬼のような者、国を害し民を病に至らせる人種」と規定した。全遇容は「『土倭』を現代式に解釈した言葉が『土着倭寇』」と主張した。